# Berliner Fußballmeisterschaft des VBB 1901/02
Die Berliner Fußballmeisterschaft des VBB 1901/02 war die fünfte unter dem Verband Berliner Ballspielvereine (damals noch unter dem Namen Verband Deutscher Ballspielvereine (VDB) firmierend) ausgetragene Berliner Fußballmeisterschaft.
Zu dieser Spielzeit wechselten fünf Mannschaften aus dem Deutschen Fußball- und Cricket Bund zum VDB. Aus diesem Grund wurde die diesjährige Meisterschaft in zwei Gruppen zu je sechs Mannschaften ausgespielt. Die beiden Gruppensieger spielten in Finalpaarungen den Berliner Fußballmeister des VBB aus. Der BTuFC Viktoria 89 konnte sich gegen den BTuFC Britannia 1892 durchsetzen und wurde zum ersten Mal Berliner Fußballmeister des VBB. Eine deutschlandweit ausgetragene Fußballendrunde gab es in dieser Saison noch nicht. Da die Meisterschaft zur kommenden Spielzeit in einer Gruppe mit acht Teilnehmer ausgespielt wurden, stiegen vier Mannschaften ab.

## Abschlusstabelle

### Gruppe 1
| Pl. | Verein                   | Sp. | S | U | N  | Tore    | Quote | Punkte |
| --- | ------------------------ | --- | - | - | -- | ------- | ----- | ------ |
| 1.  | BTuFC Britannia 1892     | 10  | 8 | 2 | 0  | 061:150 | 4,07  | 18:20  |
| 2.  | BFC Preussen (M)         | 10  | 7 | 1 | 2  | 041:210 | 1,95  | 15:50  |
| 3.  | BTuFC Union 1892         | 10  | 7 | 0 | 3  | 043:170 | 2,53  | 14:60  |
| 4.  | BTuFC Helgoland 1897 (N) | 10  | 3 | 1 | 6  | 015:330 | 0,45  | 07:13  |
| 5.  | FV Brandenburg 92 Berlin | 10  | 3 | 0 | 7  | 010:380 | 0,26  | 06:14  |
| 6.  | BFC Stern 89 Berlin (N)  | 10  | 0 | 0 | 10 | 003:490 | 0,06  | 0:20   |

| (M) | Titelverteidiger |
| (N) | Neuling          |

### Gruppe 2
| Pl. | Verein                 | Sp. | S | U | N | Tore    | Quote | Punkte |
| --- | ---------------------- | --- | - | - | - | ------- | ----- | ------ |
| 1.  | BTuFC Viktoria 89      | 10  | 9 | 1 | 0 | 055:400 | 13,75 | 19:10  |
| 2.  | BFC Hertha 1892 (N)    | 10  | 5 | 1 | 4 | 027:360 | 0,75  | 11:90  |
| 3.  | BFC Germania 1888      | 10  | 5 | 0 | 5 | 021:220 | 0,95  | 10:10  |
| 4.  | BFC Concordia 1895 (N) | 10  | 4 | 1 | 5 | 017:170 | 1,00  | 09:11  |
| 5.  | BTuFC Helvetia 98 (N)  | 10  | 3 | 0 | 7 | 009:290 | 0,31  | 06:14  |
| 6.  | BFC Fortuna 1894       | 10  | 2 | 1 | 7 | 009:300 | 0,30  | 05:15  |

| (N) | Neuling |

## Finale
Die Finalspiele fanden am 4. Mai 1902, am 11. Mai 1902 und am 25. Mai 1902 statt.
|                                               | Gesamt |                                            | Hinspiel | Rückspiel | 3. Spiel |
| --------------------------------------------- | ------ | ------------------------------------------ | -------- | --------- | -------- |
| BTuFC Britannia 1892 (Gruppensieger Gruppe 1) | 5:11   | BTuFC Viktoria 89 (Gruppensieger Gruppe 2) | 2:5      | 2:1       | 1:5      |